# Хернандо (окръг, Флорида)
Окръг Хернандо (на английски: Hernando County) е окръг в щата Флорида, Съединени американски щати. Площта му е 1526 km², а населението - 130 802 души (2000). Административен център е град Бруксвил.